# Relations entre l'Australie et l'Union européenne
Les relations entre l'Australie et l'Union européenne sont établies en mars 1962, par la nomination du premier ambassadeur australien auprès de l'Union européenne, Sir Edwin McCarthy. Cependant, le vrai rapprochement entre les deux entités date de 1990.

## Ralentissement de 1996 à 2007

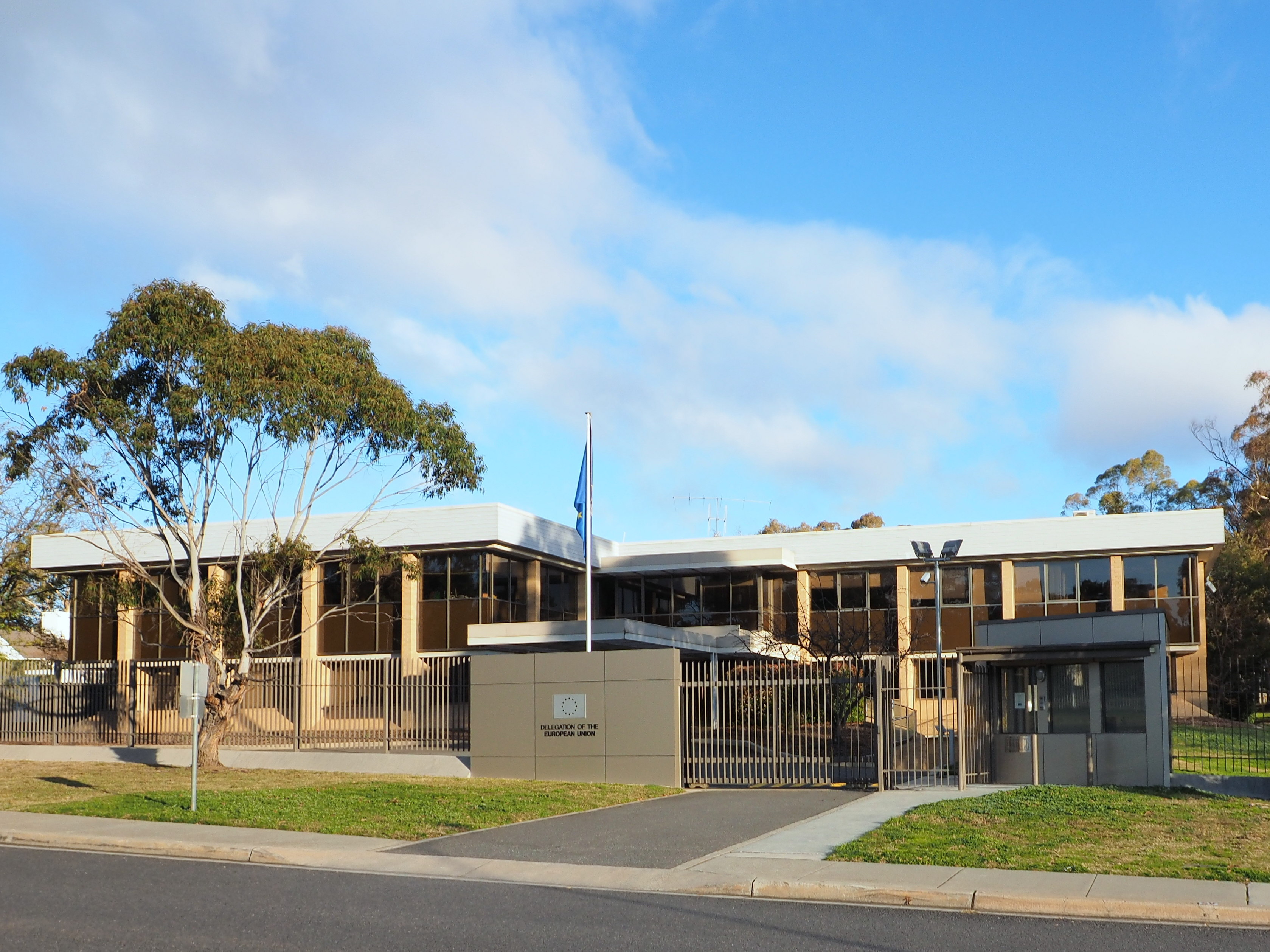
Délégation de l'Union européenne à Canberra pour l'Australie et la Nouvelle-Zélande.

Le Premier ministre John Howard basait la politique étrangère de son gouvernement sur les relations interétatiques, passant outre au caractère unifié de l'Union. Il ne portera son intention à celle-ci qu'en 2003 à la suite de l'introduction de l'euro.

## Après 2010
En septembre 2011, José Manuel Durão Barroso, président de la Commission européenne, a annoncé avec la Première ministre d'alors, l'intention des deux parties d'entamer des négociations sur un accord global de coopération. Le 31 octobre 2011, ces propos furent confirmés par Catherine Ashton, Haute Représentante de l'Union pour les affaires étrangères et la politique de sécurité.
En septembre 2021, l'annulation du contrat sur la fourniture à l'Australie de sous-marins par Naval Group, détenu à 62,5 % par l'État français, détériore les relations bilatérales entre l'Australie et la France et met en balance les négociations sur cet accord de libre-échange.
En conséquence, les négociations commerciales sont interrompues pendant un mois à compter du 1er octobre 2021.

## Sources

## Compléments